# Indischnopus redangi
Indischnopus redangi is een vlokreeftensoort uit de familie van de Platyischnopidae. De wetenschappelijke naam van de soort is voor het eerst geldig gepubliceerd in 1996 door Othman & Morino.